# Sagesse Babélé
Sagesse Babélé (13 de fevereiro de 1993) é um futebolista profissional congolês que atua como meia.

## Carreira
Sagesse Babélé representou o elenco da Seleção Congolesa de Futebol no Campeonato Africano das Nações de 2015.